# Mitraria pallida
Mitraria pallida là một loài thực vật có hoa trong họ Tai voi. Loài này được (C. Presl) Hanst. mô tả khoa học đầu tiên năm 1865.